# Thomas Kirkman

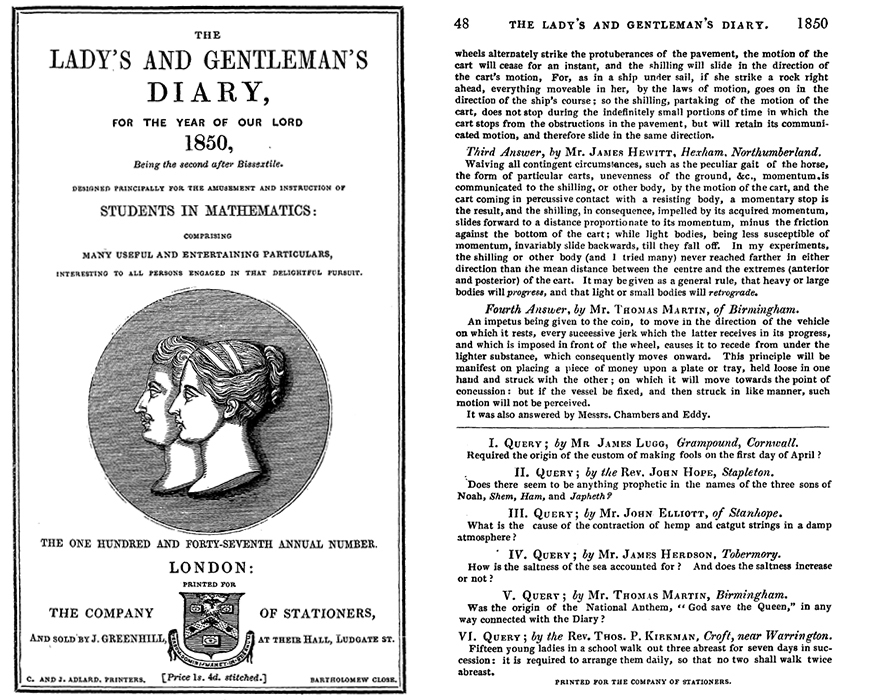
Kirklands Publikation des Schulmädchen-Problems

Thomas Penyngton Kirkman (* 31. März 1806 in Bolton; † 4. Februar 1895 in Bowdon bei Manchester) war ein englischer Mathematiker und Pfarrer. Er wurde vor allem durch seine Arbeiten zur Kombinatorik bekannt.

## Leben und Werk
Kirkman ging in Bolton zur Schule, und obwohl er die Aufmerksamkeit seiner Lehrer in den klassischen Sprachen errang, zwang ihn sein Vater, mit 14 von der Schule abzugehen und für ihn in seinem Baumwoll-Geschäft zu arbeiten. Erst neun Jahre später ging er gegen den Willen seines Vaters (und von ihm selbst finanziert) zum Studium an das Trinity College Dublin, wo er neben Philosophie, Sprachen auch Mathematik und die exakten Wissenschaften studierte. 1833 machte er seinen Abschluss, und im folgenden Jahr ging er zurück nach England.
1835 trat er in den Dienst der Anglikanischen Kirche. Er war zunächst Vikar (curate) in Bury und Lymm. 1839 wurde er Vikar in Croft bei Warrington im heutigen Cheshire (damals Lancashire), 1845 dann Rektor. Diese Stelle hatte er bis 1891 inne.
Seine erste mathematische Arbeit veröffentlichte er im Lady’s and Gentleman’s Diary 1845. In ihr bewies er sieben Jahre vor Jakob Steiner die Existenz der später Steiner-Tripel-Systeme genannten Konfigurationen.
Im Gedächtnis der Nachwelt lebt Kirkman aber hauptsächlich wegen des Problems der 15 Schulmädchen fort: 15 Schulmädchen gehen jeweils zu dritt für sieben Tage in Folge aus. Man gruppiere sie so, dass jeweils zwei von ihnen nur an einem Tag zusammen sind. Sowohl Arthur Cayley als auch Kirkman publizierten erste Lösungen.
1853 begann er eine lange Reihe von Arbeiten zur Klassifikation der Polyeder, die schließlich 1857 zu seiner Aufnahme in die Royal Society führten. Für ein Preisausschreiben der Pariser Akademie 1860 vertiefte er sich in die Gruppentheorie, doch trotz hoher Qualität (er listet darin alle transitiven Gruppen vom Grad ≤ 10 auf) erhielt weder seine eingereichte Arbeit noch die seiner Konkurrenten Camille Jordan und Émile Mathieu den Preis. Gegen Ende seines Lebens beschäftigte er sich noch mit Knotentheorie und listete mit Peter Guthrie Tait nicht äquivalente Knoten mit 8, 9 und 10 Kreuzungen auf. Insgesamt veröffentlichte er rund 70 mathematische Arbeiten zu sehr unterschiedlichen Themen der Mathematik.
Kirkman heiratete 1841. 1857 wurde er zum Mitglied (Fellow) der Royal Society gewählt.